# Ogórek siewny
Ogórek siewny (Cucumis sativus L.) – gatunek ogórka z rodziny dyniowatych (Cucurbitaceae). Wywodzi się prawdopodobnie z gatunku Cucumis hardwickii dziko rosnącego u podnóża Himalajów. W Indiach uprawiany był już ok. 3 tys. lat temu, później został szeroko rozpowszechniony i obecnie znany jest we wszystkich strefach klimatycznych. Owoce ogórka siewnego wykorzystywane są powszechnie w kuchni wielu krajów. Nazwa odnosi się zarówno do rośliny płożącej, jak i jej cylindrycznych, jadalnych owoców.

## Morfologia

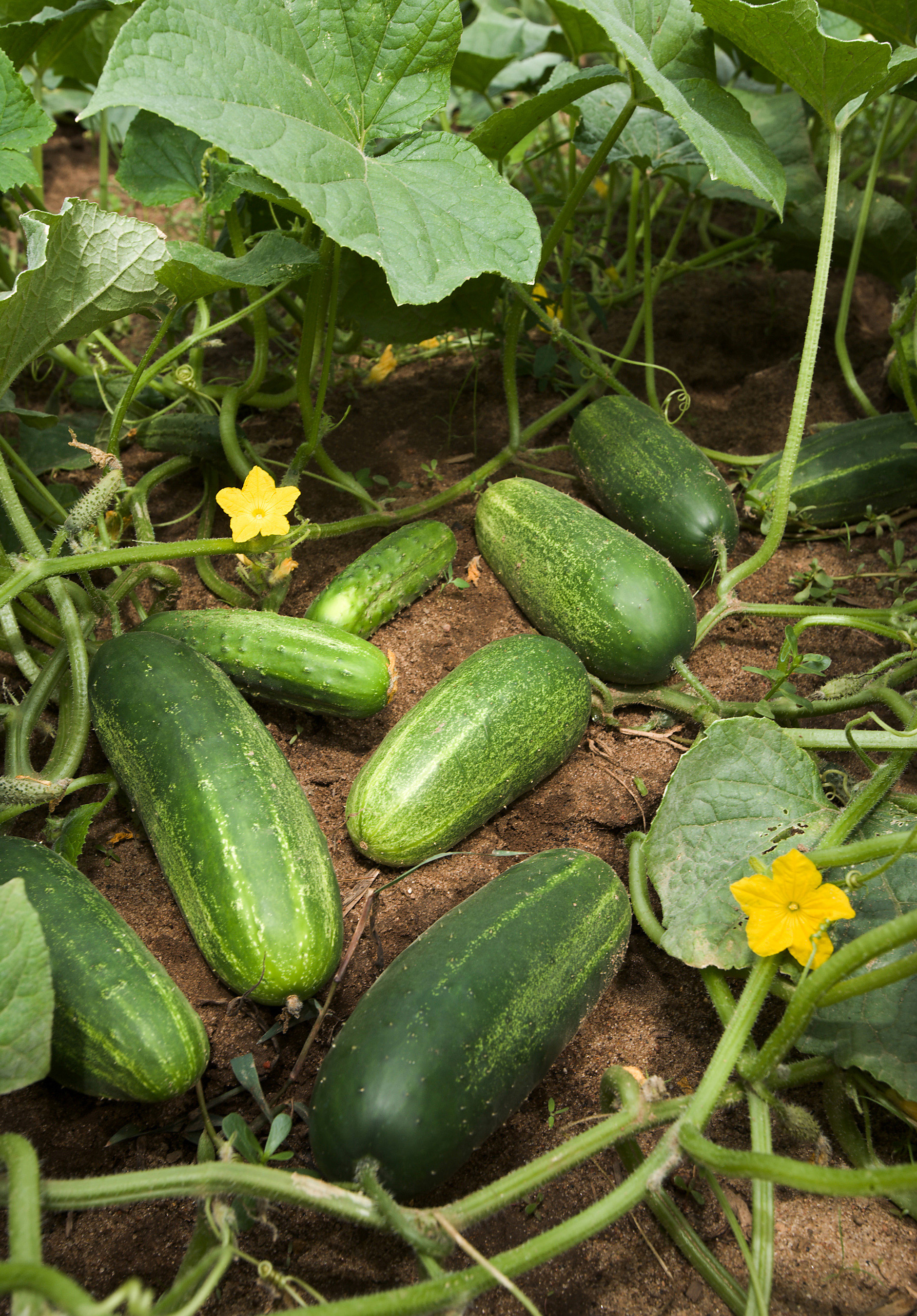
Pokrój

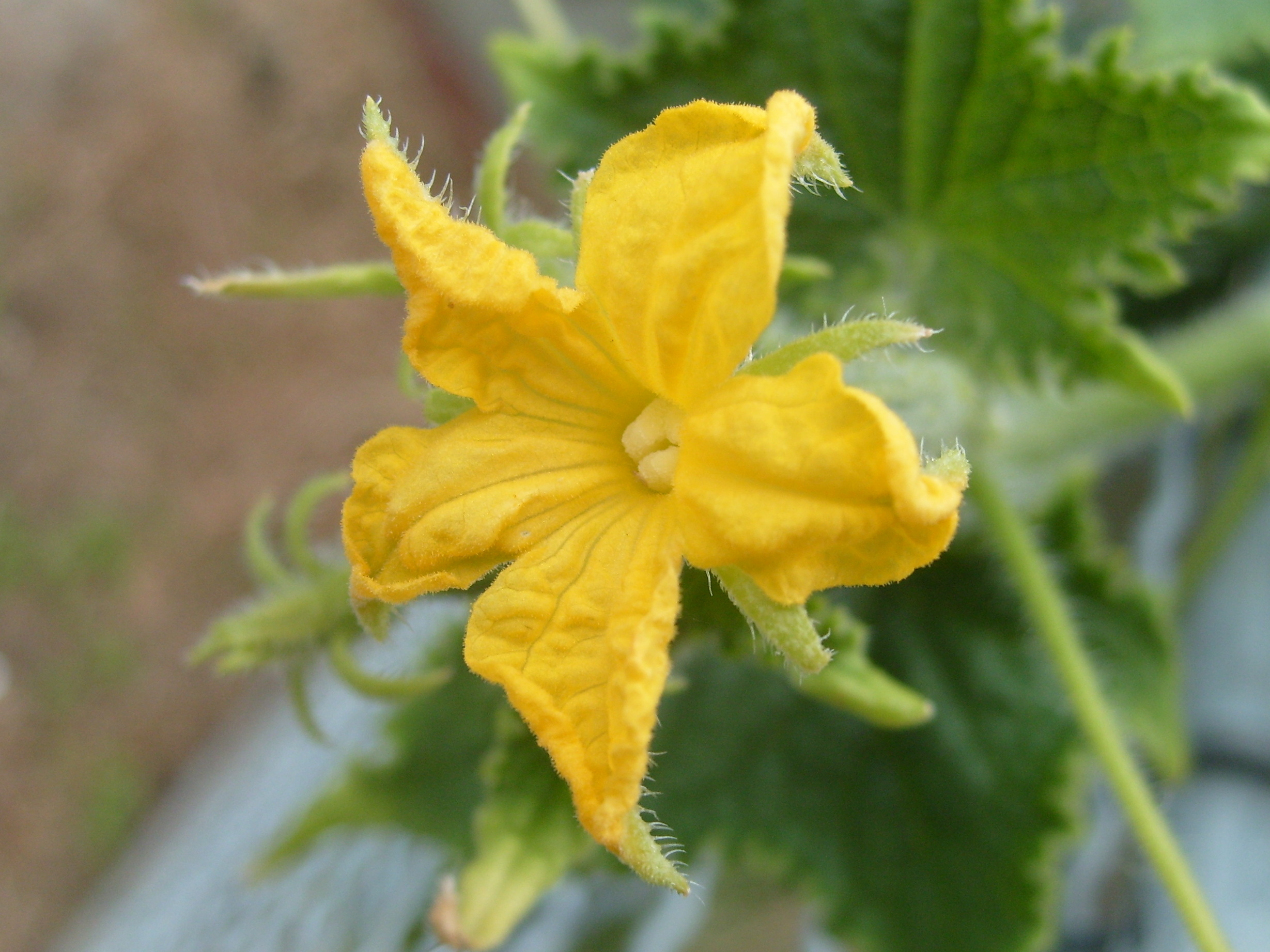
Kwiat

KwiatyŻółte, wyrastają z kątów liści. Ogórek posiada trzy typy płci kwiatów: męskie (z pręcikami), żeńskie (ze słupkiem) i hermafrodytyczne (organy żeńskie i męskie). Liczba kwiatów różnych typów płci na jednej roślinie oraz kolejność ich inicjacji determinuje płeć całej rośliny. I tak wyróżnia się 3 podstawowe typy płci roślin ogórka:
- jednopienny – posiadający zarówno kwiaty żeńskie, jak i męskie
- żeński – tylko kwiaty żeńskie
- obupłciowy – tylko kwiaty hermafrodytyczne.

Wyróżnia się także szereg rzadziej występujących typów:
- męskojednopienny – wytwarza kwiaty męskie, a następnie hermafrodytyczne
- żeńskojednopienny – wytwarza kwiaty żeńskie, a następnie kwiaty hermafrodytyczne
- trójjednopienny – posiada kwiaty hermafrodytyczne, męskie i żeńskie
- męskodwupienny – najpierw rozwijają się kwiaty męskie, a następnie w niewielkiej liczbie kwiaty hermafrodytyczne i żeńskie
- żeńskodwupienny – najpierw inicjują się kwiaty żeńskie, a następnie w niewielkiej liczbie kwiaty hermafrodytyczne i męskie

OwoceJagoda mniej lub bardziej wydłużona, różnej wielkości, o skórce gładkiej lub pokrytej brodawkami, wypełniona nasionami. Kolor owoców jest zróżnicowany od ciemnozielonego do żółtego. Uprawia się wiele odmian gruntowych i szklarniowych w tym również odmiany partenokarpiczne nie wymagające zapylania i pozbawione nasion.
LiścieOwłosione, dłoniaste, pięcioklapowe.

## Zastosowanie

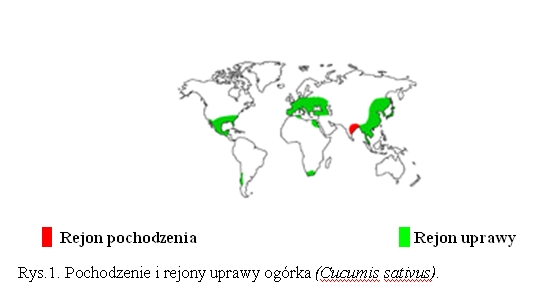
Pochodzenie i rejony uprawy ogórka siewnego

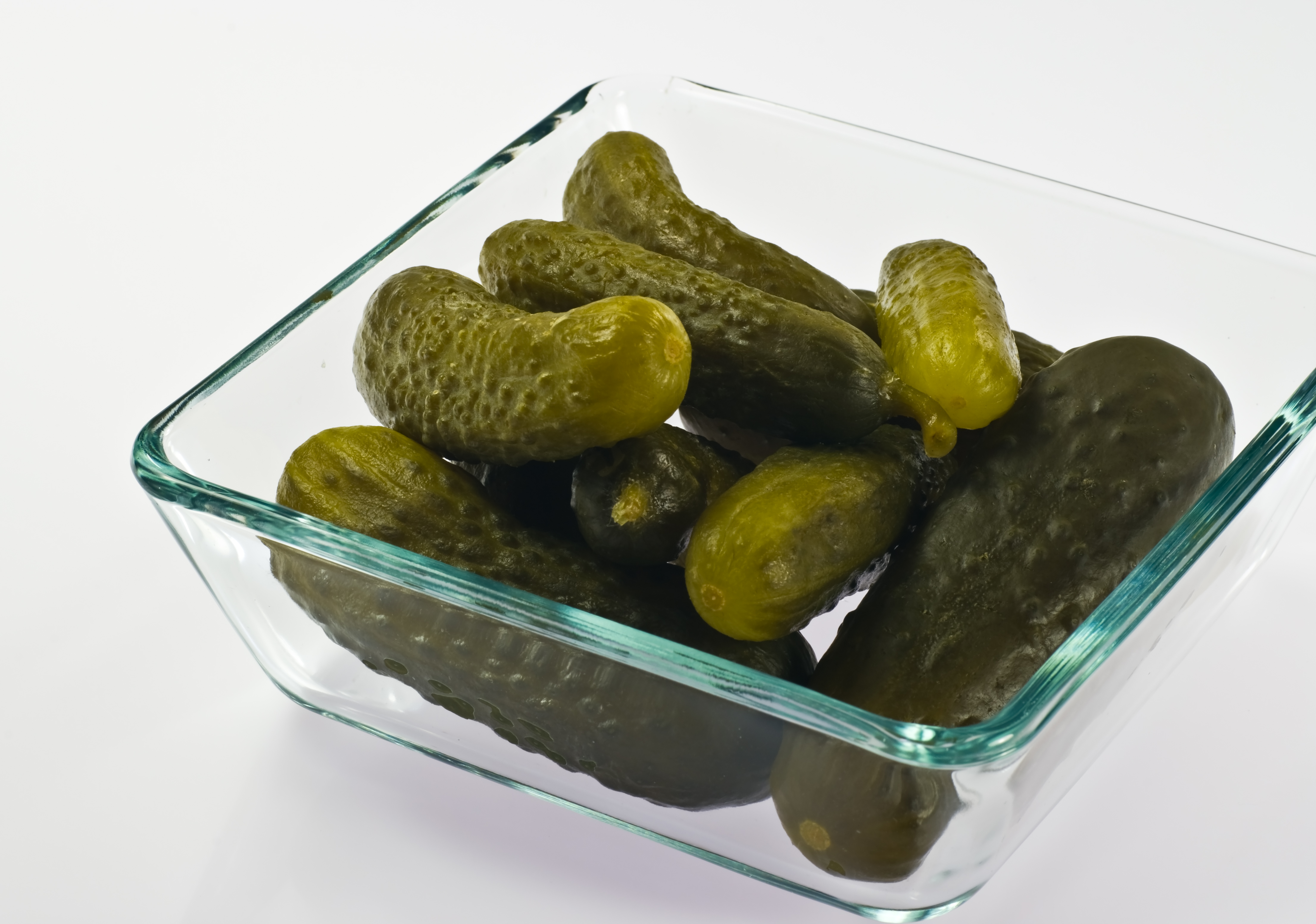
Ogórki kiszone

- Roślina uprawna. Jest uprawiany jako warzywo dla żółtych lub zielonych owoców spożywanych w postaci surowej, kiszonej, konserwowej (w tym marynowanej). Należy do warzyw dyniowatych i uprawiany jest już od ok. 5 tys. lat. Pochodzi prawdopodobnie z Indii, z podnóża Himalajów. Znany był już bowiem w starożytnym Egipcie około 2000 lat p.n.e., skąd przypuszczalnie w czasie wojen grecko-perskich uprawa jego rozprzestrzeniła się na kraje basenu Morza Śródziemnego. W zachodniej części Europy upowszechnili go Rzymianie[potrzebny przypis], zaś do ludów słowiańskich dotarł z Bizancjum wraz z nazwą wywodzącą się od słowa „angurion” (niedojrzały)[potrzebny przypis]. W średniowieczu warzywo to pojawiło się w uprawie w Europie Północnej. W Polsce uprawa ogórka upowszechniła się w wieku XVI.

- Roślina kosmetyczna. Sok ogórkowy doskonale oczyszcza skórę i zalecany jest nawet dla skóry nadwrażliwej[4].

## Wartość żywieniowa
Wartość żywieniowa ogórka polega głównie na smaku i usprawnianiu procesu trawienia. Owoce ogórka zawierają niewielkie ilości witamin i składników mineralnych. Pomagają w usuwaniu nadmiaru wody z organizmu i dlatego znajdują zastosowanie w dietach odchudzających. Większość składników znajduje się nie w miąższu, lecz w skórce. Dzięki zdolnościom regeneracyjnym soku ogórkowego znalazł on zastosowanie w kosmetyce.

## Badania związane z genomem i hodowlą ogórka
Rodzina dyniowate (Cucurbitaceae) jest częstym przedmiotem badań genetycznych i molekularnych. Ogórek jest gatunkiem obcopylnym, ale dobrze znosi zapylenie własnym pyłkiem, co pozwala na tworzenie linii wsobnych. Łatwość mnożenia generatywnego i wegetatywnego oraz dokładne poznanie kultur in vitro ogórka spowodowały, że gatunek ten służy jako model w badaniach genetycznych i biotechnologicznych. Ogórek ma zdolność rozmnażania generatywnego również form poliploidalnych. Mapy genetyczne mogą być rozbudowywane bez większych trudności przy użyciu znanych markerów ze względu na małą liczbę chromosomów.
Lista genów ogórka jest na bieżąco uaktualniana i publikowana. Poznano sekwencję i działanie 105 genów. Wśród opisanych są geny odpowiedzialne za dziedziczenie. Od dawna znane są też metody sterowanie płcią za pomocą odpowiednich substancji chemicznych. Znane są również geny odporności na choroby, np. gen odporności na mączniak rzekomy oznaczany jest symbolem „dm”. Jest jednym z wielu genów odporności na Pseudoperonospora cubensis. Prowadzone są też badania nad pokrewieństwem różnych grup botanicznych ogórka C. sativus L. i C. sativus var. Hardwickii i ich przydatnością do prac hodowlanych.
Prace nad transformacją ogórka prowadzone są od ponad 10 lat. Wykorzystuje się przede wszystkim metody wektorowe. Są również prowadzone badania nad transformacją bezwektorową, wykorzystując metodę elektroporacji i mikrowstrzeliwania.

## Choroby
- wirusowe: mozaika ogórka, pierścieniowa plamistość ogórka, zielona mozaika ogórka[17], żółta mozaika cukinii[18],
- bakteryjne: bakteryjna kanciasta plamistość ogórka, bakteryjne więdnięcie ogórka[17],
- wywołane przez lęgniowce i grzyby: alternarioza dyniowatych, antraknoza dyniowatych, czarna zgnilizna korzeni dyniowatych, czarna zgnilizna zawiązków i pędów roślin dyniowatych, fuzaryjna zgorzel dyniowatych, fuzaryjne więdnięcie ogórka, korynesporoza dyniowatych, mączniak prawdziwy dyniowatych, mączniak rzekomy dyniowatych, miękka zgnilizna korzeni i podstawy pędów ogórka, parch dyniowatych, septorioza dyniowatych, zgnilizna twardzikowa, zgorzel siewek[17].

## Systematyka i zmienność
Ogórek siewny jest jednym z 30 gatunków wyróżnionych w obrębie rodzaju ogórek (Cucumis), podzielonych na dwie grupy ze względu na liczbę chromosomów. Dziko występującą odmianą ogórka siewnego jest Cucumis sativus var. Hardwickii.
Wyróżnia się 12 odmian botanicznych ogórka siewnego:
- Cucumis sativus var. anatolicus
- Cucumis sativus var. ciliciosus
- Cucumis sativus var. europaeus
- Cucumis sativus var. falcatus
- Cucumis sativus var. indo-europaeus
- Cucumis sativus var. irano-turanieus
- Cucumis sativus var. izmir
- Cucumis sativus var. sikkimensis
- Cucumis sativus var. squamosus
- Cucumis sativus var. testudaceus
- Cucumis sativus var. tuberculatus
- Cucumis sativus var. vulgarus

Analiza izoenzymatyczna podanych odmian botanicznych wykazała, że najbardziej oddalonymi odmianami botanicznymi od reszty są Cucumis sativus var. Hardwickii i Cucumis sativus var. falcatus.